# Süleyman Demirel
Pour les articles homonymes, voir Demirel.
 (septembre 2017).
Si vous disposez d'ouvrages ou d'articles de référence ou si vous connaissez des sites web de qualité traitant du thème abordé ici, merci de compléter l'article en donnant les références utiles à sa vérifiabilité et en les liant à la section « Notes et références ».
Süleyman Demirel, né le 1er novembre 1924 à İslamköy, dans la province d'Isparta et mort à Ankara le 17 juin 2015, est un homme d'État turc.
Il est plusieurs fois Premier ministre de Turquie, avant de devenir en 1993 président de la République.

## Biographie

### Études et carrière professionnelle
Né à İslamköy, dans la province d'Isparta, en Turquie, le 1er novembre 1924. Il se marie en 1948. L'année suivante, en 1949, il sort diplômé de la faculté de génie civil de l’université technique d'Istanbul. 
Jusqu'en 1962, il travaille en tant qu'ingénieur pour diverses administrations avant de travailler jusqu'en 1964 à son propre compte.

### Carrière politique
C'est en 1962 qu'il commence sa carrière politique en entrant au Comité directeur du Parti de la justice (Adalet Partisi, AP).
En 1964, des documents attestant de son appartenance à la franc-maçonnerie sont communiqués à la presse par les équipes de Sadettin Bilgiç (en), son rival au sein de l'AP. Pour éviter de perdre le soutien des conservateurs du Parti, Demirel demande au grand maître de la Grande Loge de Turquie, Necdet Egeran, de produire un faux niant sa qualité de franc-maçon, ce qu'il fait. Demirel est finalement élu président général de l'AP avec le soutien des États-Unis et d'une partie de l'état-major (en),. 
Il gravit les échelons en devenant en janvier 1965 vice-Premier ministre dans le gouvernement d'Ali Suat Hayri Ürgüplü ; il quitte ses fonctions neuf mois plus tard, en octobre, à la suite de son élection de député d'Isparta à la Grande Assemblée nationale de Turquie, l'AP étant majoritaire. Il devient par la suite le 12e Premier ministre du pays et compose son gouvernement. Il fait expulser de Turquie 50 000 Grecs en 1966[réf. nécessaire]. En 1969 et 1970, il est à la tête de deux nouveaux gouvernements avant d'être renversé en 1971 par un coup d’État militaire.
En 1975, il revient au pouvoir et forme son quatrième gouvernement ; il occupe pour la seconde fois de sa carrière la fonction de Premier ministre jusqu'en juin 1977, date à laquelle il est remplacé par Bülent Ecevit. Un mois plus tard, en juillet, il retrouve ses fonctions de chef du gouvernement et prête serment avec son cinquième cabinet. Il démissionne le 5 janvier 1978. 
En 1979, Demirel devient à nouveau Premier ministre, pour la quatrième fois de sa carrière politique. Il est renversé par le coup d’État militaire du 12 septembre 1980. Il lui est alors interdit d'exercer toute activité politique. Cette interdiction est levée en septembre 1987. Il profite alors de l'occasion pour se faire élire secrétaire général du Doğru Yol Partisi (DYP, Parti de la juste voie). 
Il retrouve son siège de député d'Isparta le 29 novembre 1987. Près de deux ans plus tard, le 20 octobre 1991, après les élections législatives, il se voit offrir à nouveau la charge de Premier ministre, au sein d'un gouvernement de coalition entre le DYP et le Sosyaldemokrat Halkçı Parti (SHP, Parti social-démocrate populiste.
Le 16 mai 1993, il est élu président de la République pour un mandat de sept ans par les députés de la Grande Assemblée nationale de Turquie, charge qu'il assume jusqu'au 16 mai 2000. 
Renchérissant sur le credo nationaliste dominant, il affirme son désir de voir « la frontière suivre le pied des montagnes », ce qui, de fait, incluait Mossoul (Irak) dans la Turquie.
Il se retire ensuite de la vie politique active et apparaît de temps en temps pour prodiguer ses conseils aux décideurs actuels. Il reste, selon sa propre expression, « au-dessus des partis politiques » et se cantonne à une place de référence morale de la politique turque.

### Mort

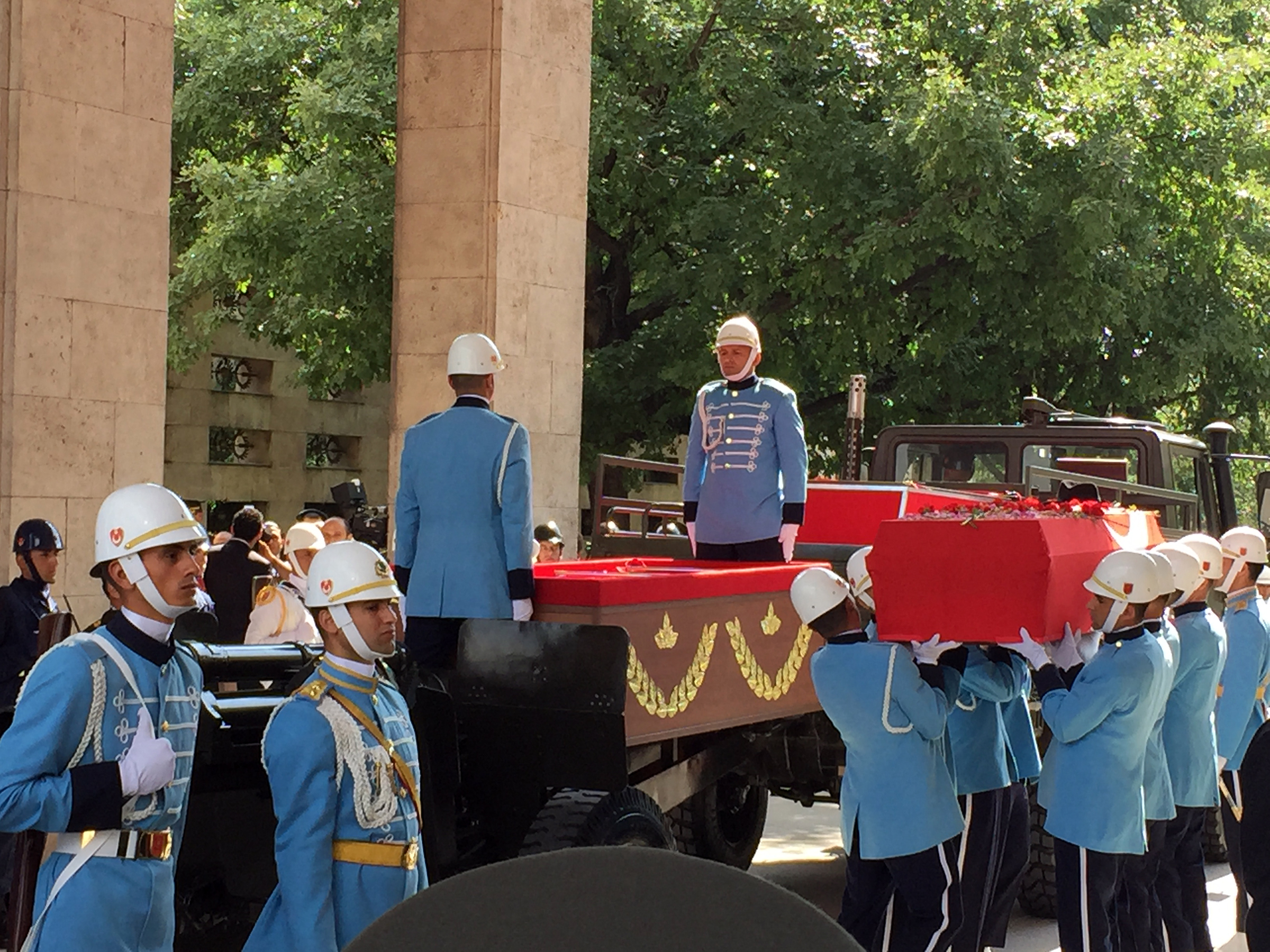
Funérailles nationale de Demirel, le 18 juin 2015.

Il meurt le 17 juin 2015 à l'âge de 90 ans,.